# Poolewe
Poolewe (schottisch-gälisch: Poll Iù) ist ein Ort in der Council Area Highland in Schottland. Er liegt in den Northwest Highlands am River Ewe, der mit 1,6 Kilometern einer der kürzesten Flüsse Schottlands ist und vom südlich des Ortes liegenden Loch Maree in den Loch Ewe, einen tief eingeschnittenen Meeresarm der schottischen Westküste fließt.

## Geschichte
Das Gebiet des heutigen Poolewe war bereits zu piktischer Zeit besiedelt. 1992 wurde auf dem Friedhof der Inverewe Church in Poolewe der Poolewe-Stein entdeckt, ein piktischer Symbolstein der Class I. Er trägt die piktischen Darstellungen eines Halbmonds und eines V-Stabes. Im Halbmond sind einige Vertiefungen und zwei Spiralen gemeißelt, die sich zu einem Delta treffen. Der Stein liegt auf dem Friedhof.

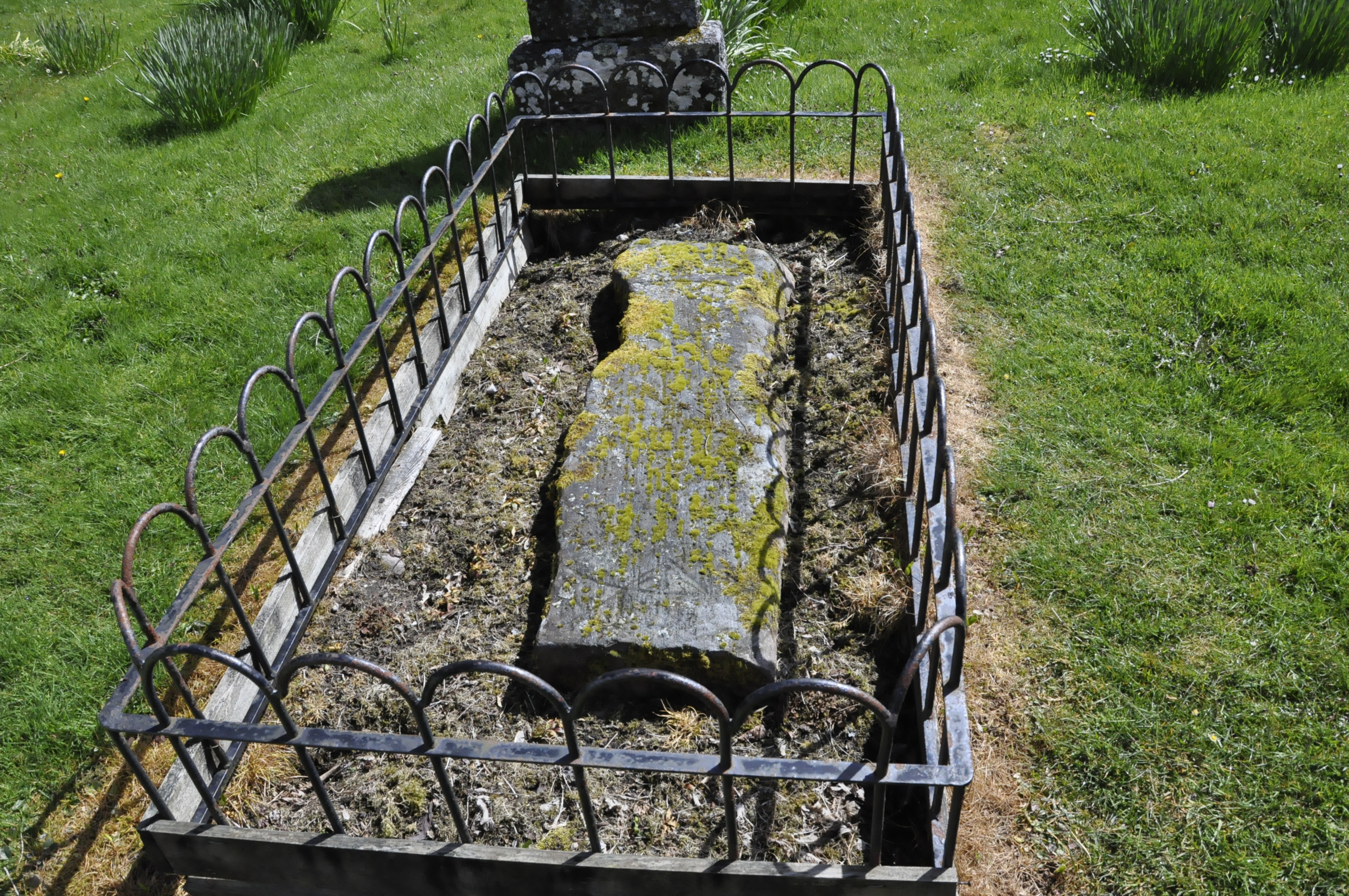
Poolewe-Stein

Die heutige Ortschaft entstand am südlichen Ende von Loch Ewe um 1600, als dort eine Eisenhütte angelegt wurde. Sie verarbeitete auf Basis von Holzkohle, die in den umliegenden Wäldern erzeugt wurde, per Schiff angeliefertes Eisenerz. Der mit der Holzkohleerzeugung verbundene Raubbau an den Wäldern brachte die Eisenverarbeitung nach einigen Jahren wieder zum Erliegen. Poolewe gewann danach Ende des 18. Jahrhunderts Bedeutung als Ausgangspunkt einer regelmäßigen Postschiffsverbindung nach Stornoway auf der Hebrideninsel Lewis and Harris. Ebenso diente der Hafen dem Viehtransport von den Hebriden. Ab Poolewe wurden die Rinderherden entlang von Loch Maree über Achnasheen zu den Märkten der Ostküste getrieben.
Die Schiffsverbindung zu den Hebriden wurde ab 1849 mit Dampfern bedient. Zwei Jahre später erhielt Poolewe die erste feste Straßenverbindung entlang von Little Loch Broom im Verlauf der heutigen A832.
Während des Zweiten Weltkriegs diente Loch Ewe aufgrund seiner geschützten, für U-Boote schwer zugänglichen Lage als Sammelpunkt für Nordmeergeleitzüge. Zur Anbindung der für die Royal Navy errichteten Basis wurde die Straßenverbindung zum nächstgelegenen Bahnhof in Achnasheen ausgebaut. Auch nach dem Krieg nutzte die Royal Navy Loch Ewe als Stützpunkt. Diverse Bunker und Geschützplattformen zeugen noch von der militärischen Vergangenheit.

## Infrastruktur und Tourismus

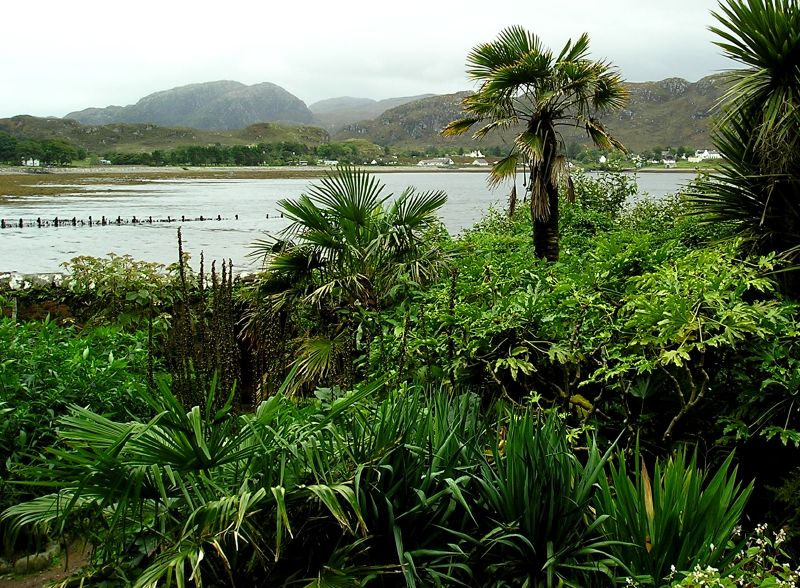
Inverewe Garden, Blick auf Loch Ewe

Die Einwohnerzahl beträgt etwa 250, nach dem Census von 2001 lebten 254 Menschen im 110 Haushalten im Ort. Gegenüber 1991 war die Einwohnerzahl um 32 gewachsen. Poolewe besitzt eine Grundschule, eine Kirche und einen kleinen Supermarkt. Für Veranstaltungen steht die Poolewe Village Hall zur Verfügung. Der Ort besitzt außerdem ein Café, mehrere Hotels und diverse Bed and Breakfasts. Aufgrund seiner Lage und Infrastruktur dient Poolewe als lokales Zentrum für die kleineren Orte an den Ufern von Loch Ewe, wie etwa Aultbea oder Inverasdale.
In Poolewe liegt Inverewe Garden, einer der nördlichsten Botanischen Gärten der Erde. Aufgrund des Golfstroms weist Poolewe ein mildes Klima auf, so dass auch subtropische Pflanzen gedeihen. Inverewe Garden ist mit das hauptsächliche Ziel für die meisten Besucher des Orts. Inverewe Garden und Poolewe besitzen eine werktägliche Busverbindung nach Inverness.